# Egypte op het wereldkampioenschap voetbal 2018
Egypte was een van de deelnemende landen aan het wereldkampioenschap voetbal 2018 in Rusland. Het was de derde deelname voor het land aan een wereldkampioenschap voetbal. Egypte geraakte, net als bij de vorige deelname in 1990, niet verder dan de groepsfase.

## Kwalificatie

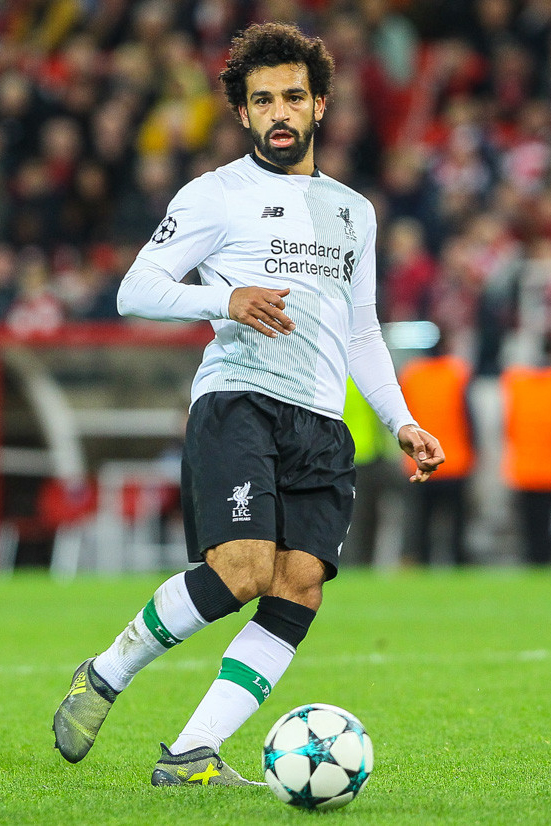
Mohamed Salah scoorde vijf keer in de kwalificatiecampagne.

Op basis van de FIFA-wereldranglijst mocht Egypte in november 2015 in de tweede ronde van de Afrikaanse kwalificatiecampagne beginnen. Onder leiding van de Argentijnse bondscoach Héctor Cúper werd Tsjaad in twee wedstrijden uitgeschakeld. Egypte verloor de heenwedstrijd met het kleinste verschil, maar zette de scheve situatie drie dagen later voor eigen supporters recht door met 4–0 te winnen, dankzij treffers van Mohamed Elneny, Abdallah Said en Koka (2x).
In oktober 2016 startte de groepsfase van de WK-kwalificatiecampagne. Egypte belandde in groep E, samen met Ghana, Oeganda en Congo-Brazzaville. Het team van bondscoach Cúper begon uitstekend, met zeges tegen Congo-Brazzaville en Ghana. Daardoor had het land meteen een voorsprong van twee punten op eerste achtervolger Oeganda.
Nadien won Oeganda in eigen land met het kleinste verschil van Egypte, waardoor het aan de leiding kwam te staan. Egypte nam vijf dagen later sportieve wraak door zelf met 1–0 te winnen van de Oegandezen. Mohamed Salah scoorde al na zes minuten het winnende doelpunt. Door de zege sprong Egypte opnieuw naar de eerste plaats in het klassement. Op 8 oktober 2017 stelde Egypte de kwalificatie veilig. Het won met 2–1 van Congo-Brazzaville dankzij een strafschopdoelpunt van Salah in de extra tijd. Doordat concurrent Oeganda een dag eerder niet verder was geraakt dan een scoreloos gelijkspel tegen Ghana, was Egypte met nog een speeldag te gaan al zeker van deelname aan het WK.

### Tweede ronde
|                                                   |                |       |        | |
| 14 november 2015 «onderlinge duels» 15:30 (UTC+1) | Tsjaad         | 1 − 0 | Egypte | Stade Omnisports Idriss Mahamat Ouya, Ndjamena Toeschouwers: 10.000 Scheidsrechter: Ferdinand Udoh |
| 14 november 2015 «onderlinge duels» 15:30 (UTC+1) | N'Douassel 73' |       |        | Stade Omnisports Idriss Mahamat Ouya, Ndjamena Toeschouwers: 10.000 Scheidsrechter: Ferdinand Udoh |

|                                                   |                                  |       |        |                                                                                |
| 17 november 2015 «onderlinge duels» 18:30 (UTC+2) | Egypte                           | 4 − 0 | Tsjaad | 30 June Stadium, Caïro Toeschouwers: 35.000 Scheidsrechter: Thierry Nkurunziza |
| 17 november 2015 «onderlinge duels» 18:30 (UTC+2) | Elneny 5' Said 10' Koka 36', 40' |       |        | 30 June Stadium, Caïro Toeschouwers: 35.000 Scheidsrechter: Thierry Nkurunziza |

### Derde ronde
|                                                 |                   |       |                    |                                                                                            |
| 9 oktober 2016 «onderlinge duels» 15:30 (UTC+1) | Congo-Brazzaville | 1 − 2 | Egypte             | Stade Municipal de Kintélé, Brazzaville Toeschouwers: 27.000 Scheidsrechter: Denis Dembélé |
| 9 oktober 2016 «onderlinge duels» 15:30 (UTC+1) | Doré 24'          |       | 41' Salah 58' Said | Stade Municipal de Kintélé, Brazzaville Toeschouwers: 27.000 Scheidsrechter: Denis Dembélé |

|                                                   |                           |       |       |                                                                                          |
| 13 november 2016 «onderlinge duels» 18:00 (UTC+2) | Egypte                    | 2 − 0 | Ghana | Borg El Arab Stadium, Alexandrië Toeschouwers: 70.000 Scheidsrechter: Eric Otogo-Castane |
| 13 november 2016 «onderlinge duels» 18:00 (UTC+2) | Salah 43' (pen.) Said 86' |       |       | Borg El Arab Stadium, Alexandrië Toeschouwers: 70.000 Scheidsrechter: Eric Otogo-Castane |

|                                                   |          |       |        |                                                                                        |
| 31 augustus 2017 «onderlinge duels» 13:00 (UTC+3) | Oeganda  | 1 − 0 | Egypte | Mandela Nationaal Stadion, Kampala Toeschouwers: 30.000 Scheidsrechter: Ali Lemghaifry |
| 31 augustus 2017 «onderlinge duels» 13:00 (UTC+3) | Okwi 51' |       |        | Mandela Nationaal Stadion, Kampala Toeschouwers: 30.000 Scheidsrechter: Ali Lemghaifry |

|                                                   |          |       |         |                                                                                    |
| 5 september 2017 «onderlinge duels» 20:00 (UTC+2) | Egypte   | 1 − 0 | Oeganda | Borg El Arab Stadium, Alexandrië Toeschouwers: 60.000 Scheidsrechter: Víctor Gomes |
| 5 september 2017 «onderlinge duels» 20:00 (UTC+2) | Salah 6' |       |         | Borg El Arab Stadium, Alexandrië Toeschouwers: 60.000 Scheidsrechter: Víctor Gomes |

|                                                 |                         |       |                   |                                                                                      |
| 8 oktober 2017 «onderlinge duels» 19:00 (UTC+2) | Egypte                  | 2 − 1 | Congo-Brazzaville | Borg El Arab Stadium, Alexandrië Toeschouwers: 75.000 Scheidsrechter: Bakary Gassama |
| 8 oktober 2017 «onderlinge duels» 19:00 (UTC+2) | Salah 63', 90+5' (pen.) |       | 88' Bouka Moutou  | Borg El Arab Stadium, Alexandrië Toeschouwers: 75.000 Scheidsrechter: Bakary Gassama |

|                                                 |           |       |               |                                                                                |
| 12 november 2017 «onderlinge duels» 15:30 (UTC) | Ghana     | 1 − 1 | Egypte        | Baba Yara Stadium, Kumasi Toeschouwers: 14.000 Scheidsrechter: Malang Diedhiou |
| 12 november 2017 «onderlinge duels» 15:30 (UTC) | Gyasi 64' |       | 61' Shikabala | Baba Yara Stadium, Kumasi Toeschouwers: 14.000 Scheidsrechter: Malang Diedhiou |

### Eindstand groep E
| Pos. | Land              | GW | W | G | V | DV | DT | DS | Ptn |
| ---- | ----------------- | -- | - | - | - | -- | -- | -- | --- |
| 1    | Egypte            | 6  | 4 | 1 | 1 | 8  | 4  | +4 | 13  |
| 2    | Oeganda           | 6  | 2 | 3 | 1 | 3  | 2  | +1 | 9   |
| 3    | Ghana             | 6  | 1 | 4 | 1 | 7  | 5  | +2 | 7   |
| 4    | Congo-Brazzaville | 6  | 0 | 2 | 4 | 5  | 12 | –7 | 2   |

## WK-voorbereiding

### Wedstrijden
|                                                |                      |       |           |                                                                  |
| 23 maart 2018 «onderlinge duels» 20:45 (UTC+1) | Portugal             | 2 – 1 | Egypte    | Letzigrund, Zürich (Zwitserland) Scheidsrechter: Paolo Mazzoleni |
| 23 maart 2018 «onderlinge duels» 20:45 (UTC+1) | Ronaldo 90+2', 90+5' |       | 56' Salah | Letzigrund, Zürich (Zwitserland) Scheidsrechter: Paolo Mazzoleni |

|                                                |        |             |             |                                                                                       |
| 27 maart 2018 «onderlinge duels» 20:00 (UTC+2) | Egypte | 0 – 1       | Griekenland | Letzigrund, Zürich (Zwitserland) Toeschouwers: 2.000 Scheidsrechter: Adrien Jaccottet |
| 27 maart 2018 «onderlinge duels» 20:00 (UTC+2) |        | 29' Karelis |             | Letzigrund, Zürich (Zwitserland) Toeschouwers: 2.000 Scheidsrechter: Adrien Jaccottet |

|                                              |              |       |            | |
| 25 mei 2018 «onderlinge duels» 21:00 (UTC+2) | Koeweit      | 1 – 1 | Egypte     | Jaber Al-Ahmad Internationaal Stadion, Koeweit Toeschouwers: 20.000 Scheidsrechter: Ovidiu Haţegan |
| 25 mei 2018 «onderlinge duels» 21:00 (UTC+2) | Al Ansari 6' |       | 81' Ashraf | Jaber Al-Ahmad Internationaal Stadion, Koeweit Toeschouwers: 20.000 Scheidsrechter: Ovidiu Haţegan |

|                                              |        |       |          | |
| 1 juni 2018 «onderlinge duels» 20:30 (UTC+2) | Egypte | 0 – 0 | Colombia | Stadio Atleti Azzurri d'Italia, Bergamo (Italië) Toeschouwers: 3.883 Scheidsrechter: Paolo Mazzoleni |
| 1 juni 2018 «onderlinge duels» 20:30 (UTC+2) |        |       |          | Stadio Atleti Azzurri d'Italia, Bergamo (Italië) Toeschouwers: 3.883 Scheidsrechter: Paolo Mazzoleni |

|                                              |                                            |       |        |                                                                                               |
| 6 juni 2018 «onderlinge duels» 20:45 (UTC+2) | België                                     | 3 – 0 | Egypte | Koning Boudewijnstadion, Brussel Toeschouwers: 22.000 Scheidsrechter: Anastasios Sidiropoulos |
| 6 juni 2018 «onderlinge duels» 20:45 (UTC+2) | R. Lukaku 27' E. Hazard 38' Fellaini 90+2' |       |        | Koning Boudewijnstadion, Brussel Toeschouwers: 22.000 Scheidsrechter: Anastasios Sidiropoulos |

## Het wereldkampioenschap
Op 1 december 2017 werd er geloot voor de groepsfase van het Wereldkampioenschap voetbal 2018. Egypte werd samen met gastland Rusland, Uruguay en Saoedi-Arabië ondergebracht in groep A, en kreeg daardoor Jekaterinenburg, Sint-Petersburg en Wolgograd als speelsteden.
Egypte verloor hun drie groepswedstrijden, waardoor ze uiteraard uitgeschakeld werden in de eerste ronde. Hiermee blijft het nog steeds wachten op een eerste Egyptische overwinning op een WK voetbal.

### Selectie en statistieken

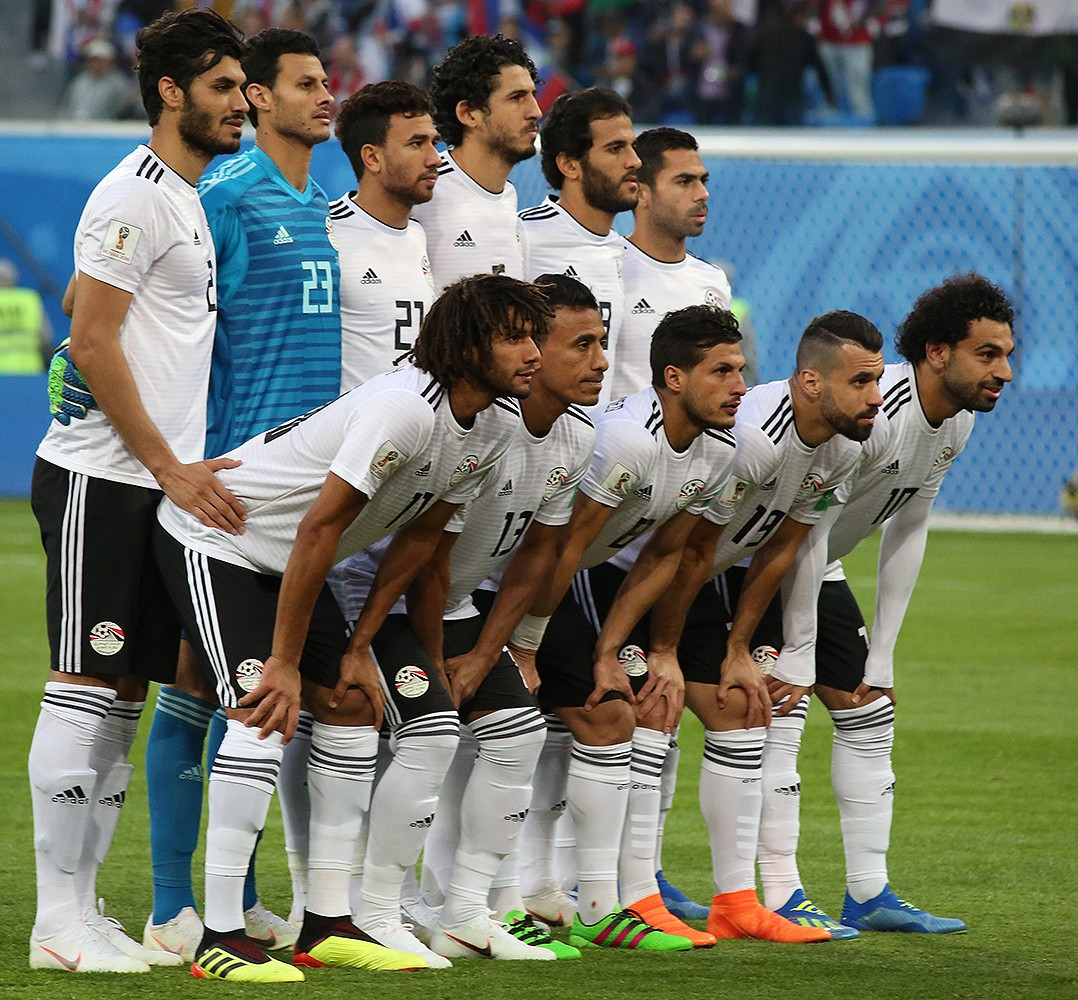
Voetbalelftal van Egypte
(Wedstrijd tegen Rusland)

| Nr. | Naam               | Geboortedatum | GW |   |   |   |   |   |   | Club                 | Positie(s) |
| --- | ------------------ | ------------- | -- | - | - | - | - | - | - | -------------------- | ---------- |
| 1   | Essam El-Hadary    | 15-01-1973    | 1  | 0 | 0 | 0 | 0 | 0 | 0 | Al Taawoun FC        | GK         |
| 2   | Ali Gabr           | 01-01-1989    | 3  | 0 | 1 | 0 | 0 | 0 | 0 | West Bromwich Albion | VD         |
| 3   | Ahmed Elmohamady   | 09-09-1987    | 0  | 0 | 0 | 0 | 0 | 0 | 0 | Aston Villa          | VD         |
| 4   | Omar Gaber         | 30-01-1992    | 0  | 0 | 0 | 0 | 0 | 0 | 0 | Los Angeles FC       | MV         |
| 5   | Sam Morsy          | 10-09-1991    | 1  | 0 | 1 | 0 | 0 | 1 | 0 | Wigan Athletic       | MV         |
| 6   | Ahmed Hegazy       | 25-01-1991    | 3  | 0 | 1 | 0 | 0 | 0 | 0 | West Bromwich Albion | VD         |
| 7   | Ahmed Fathy        | 10-11-1984    | 3  | 0 | 1 | 0 | 0 | 0 | 0 | Al-Ahly              | VD         |
| 8   | Tarek Hamed        | 24-10-1988    | 3  | 0 | 0 | 0 | 0 | 0 | 1 | Al-Zamalek           | MV         |
| 9   | Marwan Mohsen      | 26-02-1989    | 3  | 0 | 0 | 0 | 0 | 0 | 3 | Al-Ahly              | AV         |
| 10  | Mohamed Salah      | 15-06-1992    | 2  | 2 | 0 | 0 | 0 | 0 | 0 | Liverpool FC         | AV         |
| 11  | Kahraba            | 13-04-1994    | 3  | 0 | 0 | 0 | 0 | 3 | 0 | Ittihad FC           | AV         |
| 12  | Ayman Ashraf       | 09-04-1991    | 0  | 0 | 0 | 0 | 0 | 0 | 0 | Al-Ahly              | VD         |
| 13  | Mohamed Abdelshafy | 01-07-1985    | 3  | 0 | 0 | 0 | 0 | 0 | 0 | Al Fateh FC          | VD         |
| 14  | Ramadan Sobhi      | 23-01-1997    | 3  | 0 | 0 | 0 | 0 | 3 | 0 | Stoke City           | AV         |
| 15  | Mahmoud Hamdy      | 01-06-1995    | 0  | 0 | 0 | 0 | 0 | 0 | 0 | Al-Zamalek           | VD         |
| 16  | Sherif Ekramy      | 10-07-1983    | 0  | 0 | 0 | 0 | 0 | 0 | 0 | Al-Ahly              | GK         |
| 17  | Mohamed Elneny     | 11-07-1992    | 3  | 0 | 0 | 0 | 0 | 0 | 1 | Arsenal FC           | MV         |
| 18  | Shikabala          | 05-03-1986    | 0  | 0 | 0 | 0 | 0 | 0 | 0 | Al-Raed              | AV         |
| 19  | Abdallah Said      | 13-07-1985    | 3  | 0 | 0 | 0 | 0 | 0 | 1 | KuPS Kuopio          | MV         |
| 20  | Samir Saad         | 01-04-1989    | 0  | 0 | 0 | 0 | 0 | 0 | 0 | Al-Ahly              | VD         |
| 21  | Trezeguet          | 01-10-1994    | 3  | 0 | 1 | 0 | 0 | 0 | 2 | Kasımpaşa SK         | MV         |
| 22  | Amr Warda          | 17-09-1993    | 3  | 0 | 0 | 0 | 0 | 2 | 1 | Atromitos FC         | AV         |
| 23  | Mohamed Elshenawi  | 18-12-1988    | 2  | 0 | 0 | 0 | 0 | 0 | 0 | Al-Ahly              | GK         |

### Wedstrijden

#### Groepsfase
| Nr. | Land          | GW | W | G | V | DV | DT | DS | Ptn |
| --- | ------------- | -- | - | - | - | -- | -- | -- | --- |
| 1   | Uruguay       | 3  | 3 | 0 | 0 | 5  | 0  | +5 | 9   |
| 2   | Rusland       | 3  | 2 | 0 | 1 | 8  | 4  | +4 | 6   |
| 3   | Saoedi-Arabië | 3  | 1 | 0 | 2 | 2  | 7  | −5 | 3   |
| 4   | Egypte        | 3  | 0 | 0 | 3 | 2  | 6  | −4 | 0   |

|                                               |        |                  |             |                                                                                      |
| 15 juni 2018 «onderlinge duels» 17:00 (UTC+5) | Egypte | 0 – 1            | Uruguay     | Centraal Stadion, Jekaterinenburg Toeschouwers: 27.015 Scheidsrechter: Björn Kuipers |
| 15 juni 2018 «onderlinge duels» 17:00 (UTC+5) |        | wedstrijdverslag | 89' Giménez | Centraal Stadion, Jekaterinenburg Toeschouwers: 27.015 Scheidsrechter: Björn Kuipers |

|                                               |                                             |       |                  |                                                                                           |
| 19 juni 2018 «onderlinge duels» 21:00 (UTC+3) | Rusland                                     | 3 – 1 | Egypte           | Nieuwe Zenitstadion, Sint-Petersburg Toeschouwers: 64.468 Scheidsrechter: Enrique Cáceres |
| 19 juni 2018 «onderlinge duels» 21:00 (UTC+3) | Fathy 47' (e.d.) Tsjerysjev 59' Dzjoeba 62' |       | 73' (pen.) Salah | Nieuwe Zenitstadion, Sint-Petersburg Toeschouwers: 64.468 Scheidsrechter: Enrique Cáceres |

|                                               |                                        |       |           |                                                                               |
| 25 juni 2018 «onderlinge duels» 17:00 (UTC+3) | Saoedi-Arabië                          | 2 – 1 | Egypte    | Volgograd Arena, Wolgograd Toeschouwers: 36.823 Scheidsrechter: Wilmar Roldán |
| 25 juni 2018 «onderlinge duels» 17:00 (UTC+3) | Al-Faraj 45+6' (pen.) Al-Dawsari 90+4' |       | 22' Salah | Volgograd Arena, Wolgograd Toeschouwers: 36.823 Scheidsrechter: Wilmar Roldán |

EFA · A-internationals · Selecties · Bondscoaches · Egyptisch vrouwenelftal · Olympisch elftal · Egypte U21 · Egypte U20 · Egypte U19 · Egypte U18 · Egypte U17
1920 – 1929 · 
1930 – 1939 · 
1940 – 1949 · 
1950 – 1959 · 
1960 – 1969 · 
1970 – 1979 · 
1980 – 1989 · 
1990 – 1999 · 
2000 – 2009 · 
2010 – 2019 ·
2020 − 2029
WK 1934 · 
WK 1990 · 
WK 2018
OS 1924 · 
OS 1928 · 
OS 1936 · 
OS 1948 · 
OS 1952 · 
OS 1960 · 
OS 1964 · 
OS 1968 · 
OS 1992 · 
OS 2012 · 
OS 2020
1920 · 
1921–1923 · 
1924 · 
1925–1927 · 
1928 · 
1929–1931 · 
1932 · 
1933 · 
1934 · 
1935 · 
1936 · 
1937–1947 · 
1948 · 
1949 · 
1950 · 
1952 · 
1952 · 
1953 · 
1954 · 
1955 · 
1956 · 
1957 · 
1958 · 
1959 · 
1960 · 
1961 · 
1962 · 
1963 · 
1964 · 
1965 · 
1966 · 
1967 · 
1968 · 
1969 · 
1970 · 
1971 · 
1972 · 
1973 · 
1974 · 
1975 · 
1976 · 
1977 · 
1978 · 
1979 · 
1980 · 
1981 · 
1982 · 
1983 · 
1984 · 
1985 · 
1986 · 
1987 · 
1988 · 
1989 · 
1990 · 
1991 · 
1992 · 
1993 · 
1994 · 
1995 · 
1996 · 
1997 · 
1998 · 
1999 · 
2000 · 
2001 · 
2002 · 
2003 · 
2004 · 
2005 · 
2006 · 
2007 · 
2008 · 
2009 · 
2010 · 
2011 · 
2012 ·
2013 ·
2014 ·
2015 ·
2016 ·
2017 ·
2018 ·
2019 ·
2020 ·
2021 ·
2022 ·
2023 ·
2024
Algerije ·
Angola ·
Argentinië ·
Australië ·
Bahrein ·
België ·
Benin ·
Bolivia ·
Bosnië en Herzegovina ·
Botswana ·
Brazilië ·
Bulgarije ·
Burkina Faso ·
Burundi ·
Canada ·
Centraal-Afrikaanse Republiek ·
Chili ·
China ·
Colombia ·
Comoren ·
Congo-Brazzaville ·
Congo-Kinshasa ·
DDR ·
Denemarken ·
Djibouti ·
Duitsland ·
Engeland ·
Equatoriaal-Guinea ·
Estland ·
Ethiopië ·
Finland ·
Frankrijk ·
Gabon ·
Georgië ·
Ghana ·
Griekenland ·
Guinee ·
Guinee-Bissau ·
Hongarije ·
Ierland ·
Indonesië ·
Irak ·
Iran ·
Italië ·
Ivoorkust ·
Jamaica ·
Japan ·
Jemen ·
Joegoslavië ·
Jordanië ·
Kaapverdië ·
Kameroen ·
Kenia ·
Koeweit ·
Kroatië ·
Libanon ·
Liberia ·
Libië ·
Litouwen ·
Luxemburg ·
Madagaskar ·
Malawi ·
Mali ·
Malta ·
Marokko ·
Mauritanië ·
Mauritius ·
Mexico ·
Mozambique ·
Namibië ·
Nederland ·
Nieuw-Zeeland ·
Niger ·
Nigeria ·
Noord-Korea ·
Noord-Macedonië ·
Noorwegen ·
Oeganda ·
Oman ·
Oostenrijk ·
Palestina ·
Polen ·
Portugal ·
Qatar ·
Roemenië ·
Rusland ·
Rwanda ·
Saoedi-Arabië ·
Schotland ·
Senegal ·
Sierra Leone ·
Slowakije ·
Soedan ·
Somalië ·
Spanje ·
Swaziland ·
Syrië ·
Tanzania ·
Thailand ·
Togo ·
Trinidad en Tobago ·
Tsjaad ·
Tsjecho-Slowakije ·
Tunesië ·
Turkije ·
Uruguay ·
Verenigde Arabische Emiraten ·
Verenigde Staten ·
Wit-Rusland ·
Zambia ·
Zimbabwe ·
Zuid-Afrika ·
Zuid-Jemen ·
Zuid-Korea ·
Zuid-Soedan ·
Zweden ·
Zwitserland
Kameroen (2017) ·
Rusland (2018) ·
Saoedi-Arabië (2018) ·
Uruguay (2018)